# Wapen van Vrouwenparochie

Wapen van Vrouwenparochie

Het wapen van Vrouwenparochie is het dorpswapen van het Nederlandse dorp Vrouwenparochie, in de Friese gemeente Waadhoeke. Het wapen werd in de huidige vorm in 2010 geregistreerd.

## Geschiedenis
Het wapen van Vrouwenparochie is overgeleverd in een rijmpje: "Twee beschilderde luren, is ’t wapen van Frouburen". Het ontwerp van het wapen dateert uit 2000, maar werd in 2010 door het dorp gekozen.

## Beschrijving
De blazoenering van het wapen in het Fries luidt als volgt:
yn read twa sulveren fjouwerkanten neist elkoar, elts fjouwerkant belein mei in lytser swart fjouwerkant, de fjouwerkanten fan ûnderen beselskippe fan in gouden leelje.
De Nederlandse vertaling luidt als volgt: 
in rood twee zilveren vierkanten naast elkaar, elk vierkant belegd met een kleiner zwart vierkant, de vierkanten van onderen vergezeld van een gouden lelie.
De heraldische kleuren zijn: keel (rood), zilver (zilver), sabel (zwart) en goud (goud).

## Symboliek
- Vierkanten: ontleend aan een rijmpje over het wapen.[2]

Rode schildkleur: overgenomen van de vlag van het buurdorp Oude Leije.
- Fleur de lis: verwijzing naar de plaatsnaam "(Lieve) Vrouwenparochie". De lelie is een symbool van Maria.[2]

Vlag van Oude Leije